# Prunus amplifolia
Prunus amplifolia là loài thực vật có hoa trong họ Hoa hồng. Loài này được Pilg. miêu tả khoa học đầu tiên năm 1906.